# Henry F. Gehant
Henry Francis Gehant (4 mai 1863 - 17 mai 1927) est un agriculteur, homme d'affaires, banquier et homme politique américain.

## Biographie

### Jeunesse
Henry Francis Gehant est né dans une cabane en bois dans le comté de Shelby, dans l'Illinois le 4 mai 1863 dans une famille qui compte huit enfants. Il était fils d'immigrés français arrivés aux États-Unis en 1856, respectivement Laurent Gehant et Marie Julienne Tuaillon, des cultivateurs natifs de Beulotte-Saint-Laurent en Haute-Saône,. Son père travaille tout d'abord dans une carrière de pierre puis achète des terres à cultiver dès qu'il en a les moyens. La famille déménage à West Brooklyn, dans l'Illinois, c'est là que le jeune Henry Francis fera sa scolarité, au sein des établissements publics. Il étudie jusqu'à l'âge de 18 ans et aide son père dans les champs jusqu'à ses 24 ans.

### Carrière d'entrepreneur
À l'âge de 22 ans, il achète sa première ferme qu'il développe pendant six années avant d'acquérir un commerce à West Brooklyn qu'il entretiendra pendant trois ans,. Il vend ensuite ce commerce pour fonder sa banque en 1897, la H. F. Gehant Banking Company,.

### Carrière politique
Il a siégé au conseil du comté de Lee et a été président du conseil du village de West Brooklyn. Gehant était membre du parti démocrate. Il a siégé à la Chambre des représentants de l'Illinois en 1907 et 1908. 
Gehant est décédé d'un accident vasculaire cérébral à son domicile de West Brooklyn, dans l'Illinois.